# Avenue de l'Europe (Europe)
Pour les articles homonymes, voir Avenue de l'Europe.
L'Avenue de l'Europe est une voie transfrontalière située au niveau du tripoint Belgique-France-Luxembourg autour des localités d'Athus (province de Luxembourg, Belgique), de Mont-Saint-Martin (Meurthe-et-Moselle, France) et Rodange (Canton d'Esch-sur-Alzette, Grand-Duché de Luxembourg).

## Communes traversées
- Belgique : Athus (dans la province de Luxembourg en région wallonne)
- France : Mont-Saint-Martin (dans la Meurthe-et-Moselle en région Lorraine)
- Luxembourg : Rodange, Pétange, Bascharage (dans le canton d'Esch-sur-Alzette)

## Routes concernées
- Belgique : RN 830
- France : RD 46B
- Luxembourg : RN 31

## Histoire
En aout 2020, l'avenue de l'Europe est fermée pendant deux semaines pour permettre la création d'un nouveau carrefour giratoire, installé pour faciliter l'entrée au Terminal container d'Athus côté nord et à l'une des entrées su site ArcelorMittal de Rodange côté sud. A terme, il permettra aussi l'accès à une station-service pour poids-lourds côté luxembourgeois. Au milieu de celui-ci trône un ancien convertisseur de l'usine d'Athus.

### Fermeture pour travaux
En aout 2020, l'avenue de l'Europe dut être fermée pendant plusieurs semaines afin de faire glisser un pont en béton sous la nationale dans le but de reconstruire la ligne ferroviaire reliant Athus et son port sec (Belgique) à Mont-Saint-Martin (France), démolie en 1990. Celle-ci fut inaugurée en mai 2021 profitant de l'année européenne du rail. Cependant, le pont présenta rapidement des problèmes de stabilité et la route dut à nouveau être fermée en janvier 2022 pour deux mois afin de procéder aux travaux de stabilisation. Ces fermetures entrainant à chaque fois de nombreux embouteillages tant dans Athus que dans Rodange, les deux seuls axes permettant une déviation de la circulation, notamment des poids-lourds transitant vers le Pôle européen de développement.

## Commerces et industries
- ArcelorMittal à Rodange
- Avery Dennison à Pétange
- Espace commercial Pôle Europe à Mont-Saint-Martin.
- Le Terminal container d'Athus, plus grand port sec de Belgique.

## Accès
L'avenue de l'Europe prolonge l'autoroute luxembourgeoise A13 jusqu'au tripoint transfrontalier puis offre une connexion, dans un sens, à l'autoroute belge A28 vers Arlon et dans l'autre sens à la RN52 vers Metz, toutes deux portion de l’autoroute européenne E411. Son prolongement la fait entrer dans la ville de Mont-Saint-Martin.
Le 17 avril 2023 s'ouvre un parc relais de 1 600 places gratuites le long de l'avenue de l'Europe, connecté à la gare de Rodange.